# ناباتينغ توكو
ناباتينغ توكومون ديودوني الشهير باسم ناباتينغ توكو (21 أغسطس 1952

 في إنجامينا) (بالفرنسية: Nabatingue Tokomon Dieudonné)‏ لاعب كرة قدم تشادي معتزل كان يجيد اللعب في مركز المهاجم .
لعب توكو في أندية ألبي ، نيس (1975-1978) بوردو (1978) ستراسبورغ (1978-1979) فالينسيان (1979-1980) باريس سان جيرمان (1980-1985) باريس (1985-1986) .
ساهم كوتو في تتويج نادي ستراسبورغ ببطولة دوري الدرجة الأولى موسم 1978/1979 كما ساهم في تتويج نادي باريس سان جيرمان ببطولة كأس فرنسا مرتين موسمي 1981/1982 و1982/1983 كما ساهم في تتويج نادي باريس ببطولة دوري الدرجة الثانية موسم 1985/1986 .

## وصلات خارجية
- ناباتينغ توكو على موقع قاعدة بيانات كرة القدم.إي يو (الإنجليزية)
- ناباتينغ توكو على موقع ليكيب (الفرنسية)